# 3. Badisches Dragoner-Regiment „Prinz Karl“ Nr. 22
Das 3. Badische Dragoner-Regiment „Prinz Karl“ Nr. 22 war ein Kavallerieverband der Großherzoglich-Badischen Armee und ab 1871 Teil der Preußischen Armee.

## Geschichte
Am 6. Januar 1850 (Stiftungstag) wurde anstelle des aufgelösten Regiments der Badischen Garde du Corps die Errichtung eines dritten Reiter-Regiments befohlen und Mannheim als Garnison bestimmt. Zum 10. Januar 1853 formierte sich der Verband zum 3. Dragoner-Regiment und mit der Ernennung des Prinzen Karl von Baden zum Regimentschef erhielt es am 19. November 1859 die Bezeichnung 3. Dragoner-Regiment „Prinz Karl“. 1864 bezog der Verband in Durlach Garnison. Nach der Militärkonvention mit Preußen erhielt der Verband am 1. Juli 1871 die Bezeichnung 3. Badisches Dragoner-Regiment „Prinz Karl“ Nr. 22 und wurde der neugebildeten 29. Kavallerie-Brigade unterstellt. 1890 verlegte das Regiment nach Mülhausen im Elsass.

### Deutscher Krieg
Im Verband des VIII. Bundes-Armee-Korps nahm das Regiment 1866 während des Krieges gegen Preußen an den Gefechten bei Hundheim, Werbach und Gerchsheim teil.

### Deutsch-Französischer Krieg
Sofort nach Kriegsausbruch des Deutsch-Französischen Krieges unternahm ein Detachement des Regiments unter dem Kommando von Rittmeister Graf Zeppelin eine Fernpatrouille nach Frankreich, die als Überrumpelung der Torwache in Lauterburg bekannt wurde. Diese Erkundung gab der Heeresleitung den wichtigen Hinweis, dass im Unterelsaß keine französischen Truppen aufmarschiert waren. Danach Teilnahme an der Belagerung von Straßburg im September 1870. Anschließend bis zum Kriegsenden Patrouillen- und Sicherungsdienste im rückwärtigen Raum.

### Erster Weltkrieg
Nach der Mobilmachung im Ersten Weltkrieg im August 1914 erfolgte der Ausmarsch nach Westen mit Aufklärung gegen die französische Festung Belfort, gefolgte von Streifen- und Patrouillendiensten in Französisch-Lothringen. Im März 1915 wurde der Regimentsverband aufgelöst und Abordnung der 1. und 2. Eskadron der 115. Infanterie-Division, sowie der 3. und 4. Eskadron der 111. Infanterie-Division zugeteilt. Dort erfolgte eine Verwendung der Kavallerie im Ordnungs- und Sicherungsdienst der rückwärtigen Divisionsbereiche.
1916 wurden die 1. und die 2. Eskadron nach dem östlichen Kriegsschauplatz verlegt. Die 1. Eskadron verblieb in Litauen, während die 2. Eskadron dem Österreichisch-Ungarischen Oberkommando unterstellt wurde. Sie kämpfte in Galizien und nahm am Feldzug gegen Rumänien teil. Die 3. und 4. Eskadron verblieben im Westen und wurden unter anderem auch in der Schlacht an der Somme eingesetzt.

1918 wurde das Regiment im Westen wieder zusammengeführt, nach Abgabe der Pferde infanteristisch ausgebildet und in den Abwehrkämpfen in Flandern, den Argonnen und an der Maas eingesetzt. 

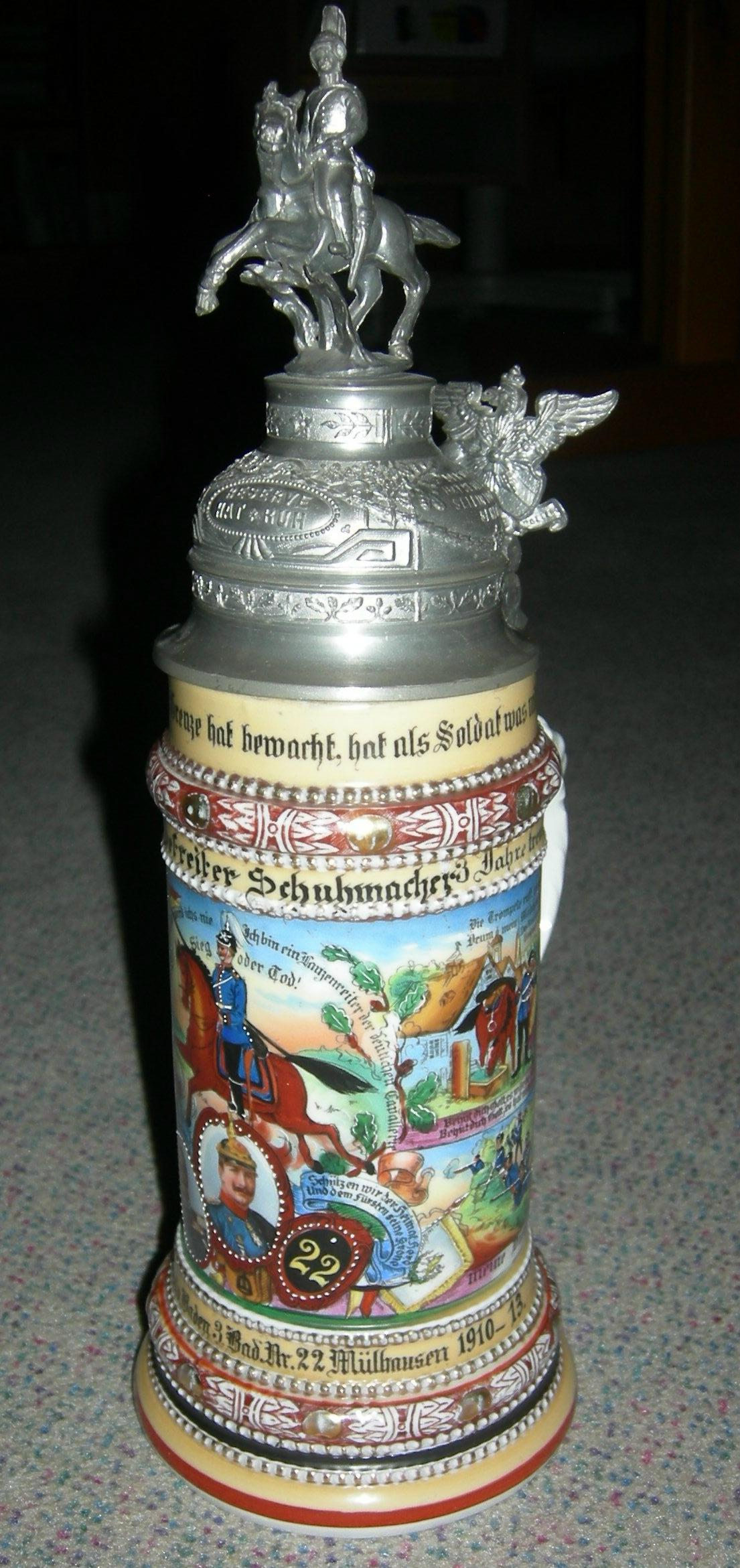
Reservistenkrug des 3. Badischen Dragoner-Regiments „Prinz Karl“ Nr. 22 mit badischem Greif als Deckelgriff

### Verbleib
Nach dem Waffenstillstand von Compiègne und der Rückführung in die Heimat wurde das Regiment demobilisiert und am 31. Mai 1919 in Sinsheim aufgelöst. Hiervon nicht betroffen war jedoch die 2. Eskadron, die geschlossen in das „Freiwilligen Landesschützen-Korps“ übertrat und zur Bekämpfung der Unruhen in Berlin, Bremen, Düsseldorf, in Westfalen und Magdeburg eingesetzt wurde.
Die Einheit wurde dann als 3. Eskadron in das 18. Reiter-Regiment der Reichswehr in Ludwigsburg eingegliedert und führte die Tradition des ehemaligen Dragoner-Regiments fort. In der Wehrmacht führte das Panzer-Regiment 8 in Böblingen die Tradition fort. Der „Verein ehemaliger Prinz Karl-Dragoner“ pflegte ebenfalls die Traditionen.

## Kommandeure
| Dienstgrad            | Name                                           | Datum                                                   |
| --------------------- | ---------------------------------------------- | ------------------------------------------------------- |
| Oberstleutnant        | Theodor von Glaubitz und Altengabel            | 10. Januar 1850 bis 15. Dezember 1855                   |
| Oberst                | Ludwig Schuler                                 | 17. Dezember 1855 bis 4. Juli 1856                      |
| Oberst                | Karl von Wechmar                               | 05. Juli 1856 bis 19. Juni 1866                         |
| Oberst                | Udo von La Roche-Starkenfels (Generalleutnant) | 20. Juni 1866 bis 19. Mai 1867                          |
| Oberstleutnant        | Georg Knittel                                  | 20. Mai 1867 bis 18. Juli 1869                          |
| Oberstleutnant/Oberst | Wilhelm Dietrich von Gemmingen                 | 19. Juni 1869 bis 1. Januar 1876                        |
| Oberst                | Alfred von Kaphengst                           | 02. Januar 1876 bis 15. Oktober 1879                    |
| Oberstleutnant/Oberst | Adolf von der Lühe                             | 16. Oktober 1879 bis 10. Dezember 1886                  |
| Oberst                | Friedrich von Merckel                          | 11. Dezember 1886 bis 21. März 1889                     |
| Oberstleutnant/Oberst | Hans von Tresckow                              | 22. März 1889 bis 16. September 1893                    |
| Oberstleutnant/Oberst | Ernst Brinckmann                               | 17. Juni 1893 bis 17. November 1897                     |
| Oberstleutnant        | Kurt von Frankenberg und Ludwigsdorf           | 18. November 1897 bis 17. März 1899                     |
| Oberst                | Franz Weisbrodt                                | 18. März 1899 bis 17. Januar 1901                       |
| Oberstleutnant/Oberst | Alexander Torgany                              | 18. Januar 1901 bis 20. Mai 1906                        |
| Oberst                | Fritz von Unger                                | 21. Mai 1906 bis 2. März 1908                           |
| Oberstleutnant        | Rudolf Rusche                                  | 03. März bis 20. Juli 1908 (mit der Führung beauftragt) |
| Oberstleutnant/Oberst | Rudolf Rusche                                  | 21. Juli 1908 bis 19. Juli 1912                         |
| Oberstleutnant/Oberst | Hermann von Witzleben                          | 20. Juli 1912 bis 16. Juli 1917                         |
| Oberstleutnant        | Albert von Nettelbladt                         | 17. Juli 1917 bis 22. Januar 1919                       |
| Major                 | Konrad von Stotzingen                          | 19. Februar bis 31. Mai 1919                            |

## Uniform
Die Dragoner trugen einen kornblumenblauen Waffenrock und eine anthrazitfarbene Hose. Der Waffenrock war mit schwedischen Aufschlägen ausgestattet und mit ponceauroten Vorstößen versehen.
Die sogenannte Abzeichenfarbe des Regiments war schwarz. Von dieser Farbe waren die Ärmelaufschläge, der Stehkragen, die Epaulettenfelder und Passanten. Die Knöpfe und Beschläge waren aus Neusilber. Von der linken Schulter zur rechten Hüfte lief ein weißes Bandelier mit schwarzer Kartusche. Bandelier und Kartusche wurden zum Ausgehanzug und zum Gesellschaftsanzug nicht getragen. Der Helm war mit dem badischen Greif und mit Schuppenketten versehen. Zur Parade wurde anstelle der Spitze ein weißer (für die Musiker ein roter) Rosshaarbusch aufgesteckt. Die Landeskokarde war gelb-rot, ebenso die Lanzenflagge der Mannschaften. Die Lanzenflagge der Unteroffiziere war gelb mit rotem badischen Greif.
Gemäß A. O. K. vom 14. Februar 1907 wurde ab den Jahren 1909/10 für den Felddienst die feldgraue Uniform M 1910 eingeführt. Bei dieser Uniform war das Riemenzeug und die Stiefel naturbraun, der Helm wurde von einem schilffarbenen Überzug verdeckt. Bandelier und Kartusche wurden nicht mehr getragen.

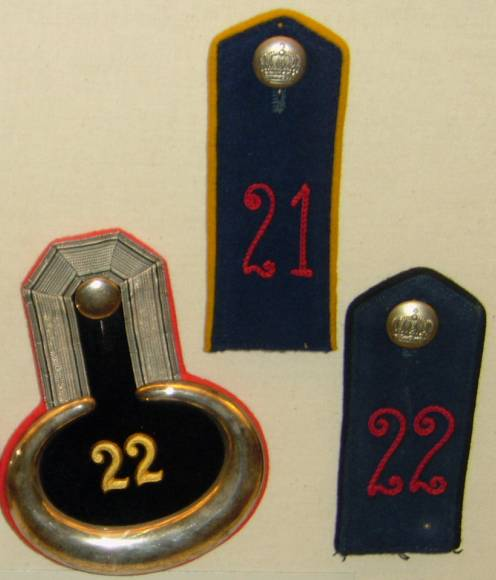
Dienstgradabzeichen des Regiments
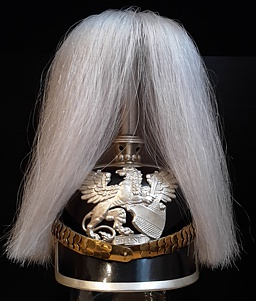
Helm Badische Dragoner mit Paradebusch
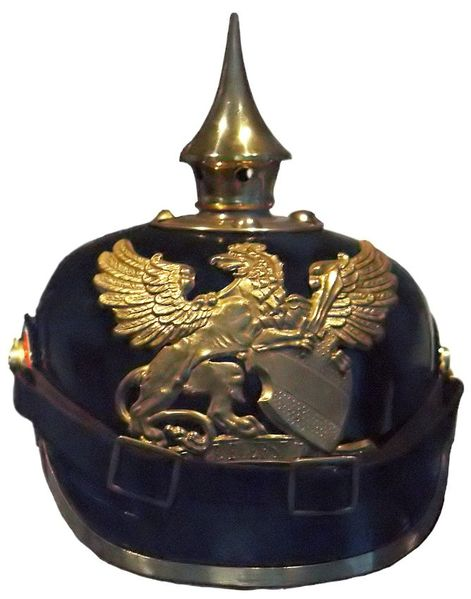
Greif auf der Badischen Pickelhaube (hier für Infanterie mit Kinnriemen statt Schuppenkette)